# A Village Romeo and Juliet

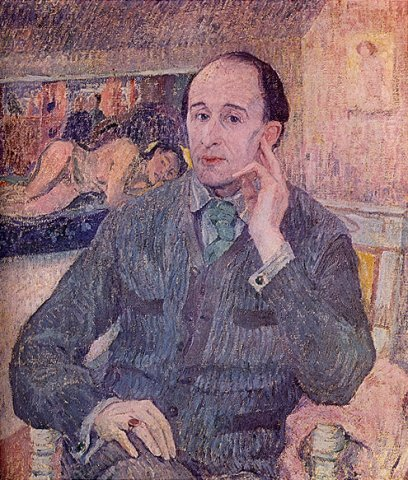
Portret van Frederick Delius, componist van A Village Romeo and Juliet

A Village Romeo and Juliet is een opera gecomponeerd door Frederick Delius op een libretto van hemzelf en zijn vrouw Jelka Rosen. Het is een uitgebreide versie van het verhaal Romeo und Julia auf dem Dorfe van de Zwitserse schrijver Gottfried Keller, dat zelf een variatie is op het liefdesverhaal uit Romeo en Julia van Shakespeare.
Delius schreef dit "lyrisch drama in zes scènes" in 1900-1901. Het vraagt een groot koor en orkest. Het werd voor het eerst opgevoerd op 21 februari 1907 in de Komische Oper Berlin, in een Duitstalige versie als Romeo und Julia auf dem Dorfe. De dirigent was Fritz Cassirer. De première van de Engelstalige versie werd gedirigeerd door Thomas Beecham in het Royal Opera House Covent Garden in Londen op 22 februari 1910.

## Verhaal
De opera is verdeeld in zes taferelen. Twee landbouwers, Manz en Marti, betwisten elkaar het eigendom van een stuk land, dat in feite toebehoort aan de Dark Fiddler (de 'duistere vedelaar'), die echter een onwettig kind is en daarom zijn rechten niet kan laten gelden. Sali, de zoon van Manz, en Vreli, de dochter van Marti, spelen van kinds af aan op het omstreden stuk land en worden verliefd op elkaar.
Door een verbod van hun twistende families zien ze elkaar zes jaar niet, maar dan wordt het Sali te machtig en zoekt hij Vreli op. Ze houden nog evenveel van elkaar, maar de verbitterde vete tussen hun vaders, die zichzelf inmiddels hebben geruïneerd door de rechtszaken die ze tegen elkaar hebben aangespannen, staat in de weg. Als Marti hen samen betrapt, slaat Sali hem zo hard op zijn hoofd dat hij zijn verstand verliest. Hiermee is hun ideaal verder weg dan ooit.
De verliefden dromen van hun bruiloft, die nooit zal plaatsvinden. De centrale droomscène is de muzikale en dramatische climax van de opera.
Ze gaan naar de jaarmarkt om ten minste één dag samen feest te vieren, maar door de vijandige blikken en opmerkingen van het publiek worden ze zich bewust van hun armoede. Ze zoeken hun toevlucht in de "Paradise Garden", een kroeg in een verwilderde tuin. Het instrumentale intermezzo The Walk to the Paradise Garden wordt regelmatig gespeeld als zelfstandig orkestwerk. De Dark Fiddler en zijn bevriende vagebonden, die ook in de Paradise Garden vertoeven, proberen hen over te halen de wereld in te trekken. Hoewel een leven van vrijheid hen lokt, staat de losbandigheid van de vagebonden de geliefden tegen. Daarom willen ze toch geen gehoor geven aan de lokroep om mee te trekken.
Ze besluiten uiteindelijk samen te sterven om voor altijd bij elkaar te kunnen zijn. Ze varen onder het oog van de Dark Fiddler weg in een boot waaruit Sali de stop heeft getrokken en die even later langzaam zinkt.

## Rolverdeling
- Manz (bariton)
- Marti (bariton)
- Sali, zoon van Manz (tenor)
- Vreli (Vrenchen in de Duitstalige versie), dochter van Marti (sopraan)
- Vreli als jong kind (sopraan)
- Sali als jong kind (jongenssopraan)
- The Dark Fiddler (bariton)
- Boeren en boerinnen; een groep vagebonden (vocale solisten en koor)

## Discografie

### Op cd
| Jaar | Vertolkers                                                                        | Dirigent, orkest | Platenlabel  |
| ---- | --------------------------------------------------------------------------------- | --- | ------------ |
| 1948 | Rene Soames, Vera Terry, Gordon Clinton, Denis Dowling, Frederick Sharp           | Sir Thomas Beecham, Royal Philharmonic Orchestra en koor                                                                       | EMI Classics |
| 1971 | Robert Tear, Elizabeth Harwood, John Shirley-Quirk, Benjamin Luxon                | Meredith Davies, Royal Philharmonic Orchestra John Alldis Choir                                                                | EMI Classics |
| 1989 | Arthur Davies, Helen Field, Thomas Hampson, Stafford Dean, Barry Mora             | Sir Charles Mackerras, ORF Symphonieorchester Arnold Schönbergkoor                                                             | Decca        |
| 1995 | Eva-Christine Reimer, Karsten Russ, Klaus Wallprecht, David Midboe, Attila Kovacs | Klauspeter Seibel, Philharmonisches Orchester der Landeshauptstadt Kiel (gezongen in het Duits: Romeo und Julia auf dem Dorfe) | cpo          |

### Op dvd
In 2003 bracht Decca A Village Romeo and Julia op dvd uit, in een verfilming door Peter Weigel. Voor de soundtrack werd de opname uit 1989 van Sir Charles Mackerras met het ORF Symphonieorchester gebruikt. Thomas Hampson speelde in beide gevallen de zwarte vedelaar. Voor de andere rollen werden in de film acteurs gebruikt: Dana Moravkova als Vreli (gezongen door Helen Field); Michel Dlouhy als Sali (gezongen door Arthur Davies); Leopold Haverl als Manz (gezongen door Barry Mora); Pavel Mikulik als Marti (gezongen door Stafford Dean).